# قضاء زغرتا
قضاء زغرتا، أو ما يعرف بقضاء زغرتا - الزاوية هو أحد أقضية محافظة الشمال اللبنانية. يحده من الشمال والشرق قضاء المنية - الضنية ومن الجنوب قضاء بشري ومن الغرب قضائي الكورة وطرابلس.
يمتد قضاء زغرتا- الزاوية على سفوح السلسلة الغربية لجبال لبنان ابتداء من مجرى نهر قاديشا جنوبا وصولاً حتى مجرى نهر البارد شمالا ومن ارتفاع 90 مترا عن سطح البحر غربا حتى يلامس ال 1850 مترا صَوب القمم الجبلية شرقا، متجاوزا بمساحته 220 كيلومتر مربع. مركز القضاء مدينة زغرتا، التي تبعد حوالي ال 10 كيلومترات عن مركز المحافظة مدينة طرابلس بحيث تحاذيها من جهة الشرق. غالبية سكان القضاء هم من الموارنة الكاثوليك، مع تواجد لأقلية من الروم الأرثوذكس والأرمن والمسلمين السُنّة وغيرهم.

## القرى والبلدات
1- كفريا
2- حيلان
3- بوسيط
4- بيت كناتي
5- بيت عوكر
6- بيت عبيد
7- بيت بركات
8- مزرعة حريقص
9- علما
10- العقبة
11- حارة الفوار
12- مرياطا
13- عشاش
14- القادرية
15- الرميلة
16- مجدليا
17- حارة الجديدة
18- عردات
19- كفر شخنا
20- زغرتا
21- حصرون الجديدة
22- تلة زغرتا
23- كفر دلاقوس
24- رشعين
25- أصنون
26- كفر حتا
27- مزرعة جنيد
28- كفر حورا
29- كفر زينة
30- جديدة
31- بسبعل
32- بشنين
33- خالدية
34- صخر
35- إيعال
36- كفر ياشيت
37- كفر صغاب
38- بنشعي
39- عرجس
40- داريا
41- مزيارة
42- حرف مزيارة
43- مزرعة التفاح
44- أصلوت
45- تولا
46- بحيرة تولا
47- بسلوقيط
48- كفر فو
49- راس كيفا
50- كرم سادة
51- كربريبي
52- سبعل
53- إيطو
54- إجبع
55- إهدن
56- مار سمعان
57- عربة قزحيا
58- سرعل
59- فريديس
60- حوقا
61- حوكة النهر

## أعلام
- جان عبيد
- داليدا خليل

## مواقع خارجية
- مركز المعلوماتية للتنمية الحلية نسخة محفوظة 1 فبراير 2009 على موقع واي باك مشين.